# رومرو مندونسا سابرینیو
رومرو مندونسا سابرینیو (انگلیسی: Romero Mendonça Sobrinho؛ زادهٔ ۱۴ ژانویهٔ ۱۹۷۵) بازیکن فوتبال اهل برزیل است.
از باشگاه‌هایی که در آن بازی کرده‌است می‌توان به باشگاه فوتبال کورینتیانس اشاره کرد.